# Paolo Trisciani
Paolo Trisciani (Sabaudia, 26 de enero de 1952) es un deportista italiano que compitió en remo como timonel. Ganó una medalla de bronce en el Campeonato Mundial de Remo de 1987, en la prueba de ocho con timonel.

## Palmarés internacional
| Campeonato Mundial | Campeonato Mundial     | Campeonato Mundial | Campeonato Mundial |
| Año                | Lugar                  | Medalla            | Prueba             |
| ------------------ | ---------------------- | ------------------ | ------------------ |
| 1987               | Copenhague (Dinamarca) | Medalla de bronce  | Ocho con timonel   |